# Família Bivar
A Família Bivar é uma família de grande nobreza e antiguidade, cujo nome provém do lendário Rodrigo Dias de Bivar, "El Cid Campeador".

## História
Em Portugal teria entrado Afonso de Bivar, no séquito da princesa D. Joana ("a Beltraneja", para os adversários, ou "a Excelente Senhora", para os partidários), no reinado de Afonso V, tendo casado, segundo alguns nobiliários, com uma filha de D. Pedro de Menezes.
Deixou geração dos quais se destacam um seu sétimo neto, Luís Garcia de Bivar, Marechal de Campo, Sargento-mór de Batalha, Fidalgo Cavaleiro da Casa Real, Cavaleiro da Ordem de Cristo, Governador da Colónia do Sacramento no Uruguai, proprietário da Quinta do Ramalhão e senhor do Palácio das Laranjeiras, assim como do Palácio designado por "Himalaia" na calçada do Garcia em Lisboa, ainda subsistente.
Uma sua neta, D. Maria Francisca da Paz de Bivar Albuquerque Mendonça e Weinholtz, casou em Faro com o Coronel de Milícias Manuel José Gomes da Costa, Cavaleiro da Ordem de Cristo, rico proprietário, natural de Guimarães (Santo Tirso de Prazins). Foram  avós Conselheiro Luíz Bivar, figura de grande prestigio no seu tempo enquanto Conselheiro de Estado,
presidente da Câmara dos Pares, entre outros cargos do maior prestigio, Grã-cruz das ordens da Torre e Espada, de Cristo e de Nossa Senhora da Conceição, tio trisavô, entre outros, de José Bivar, comissário geral da Bienal de Faro